# 4-е тысячелетие до н. э.

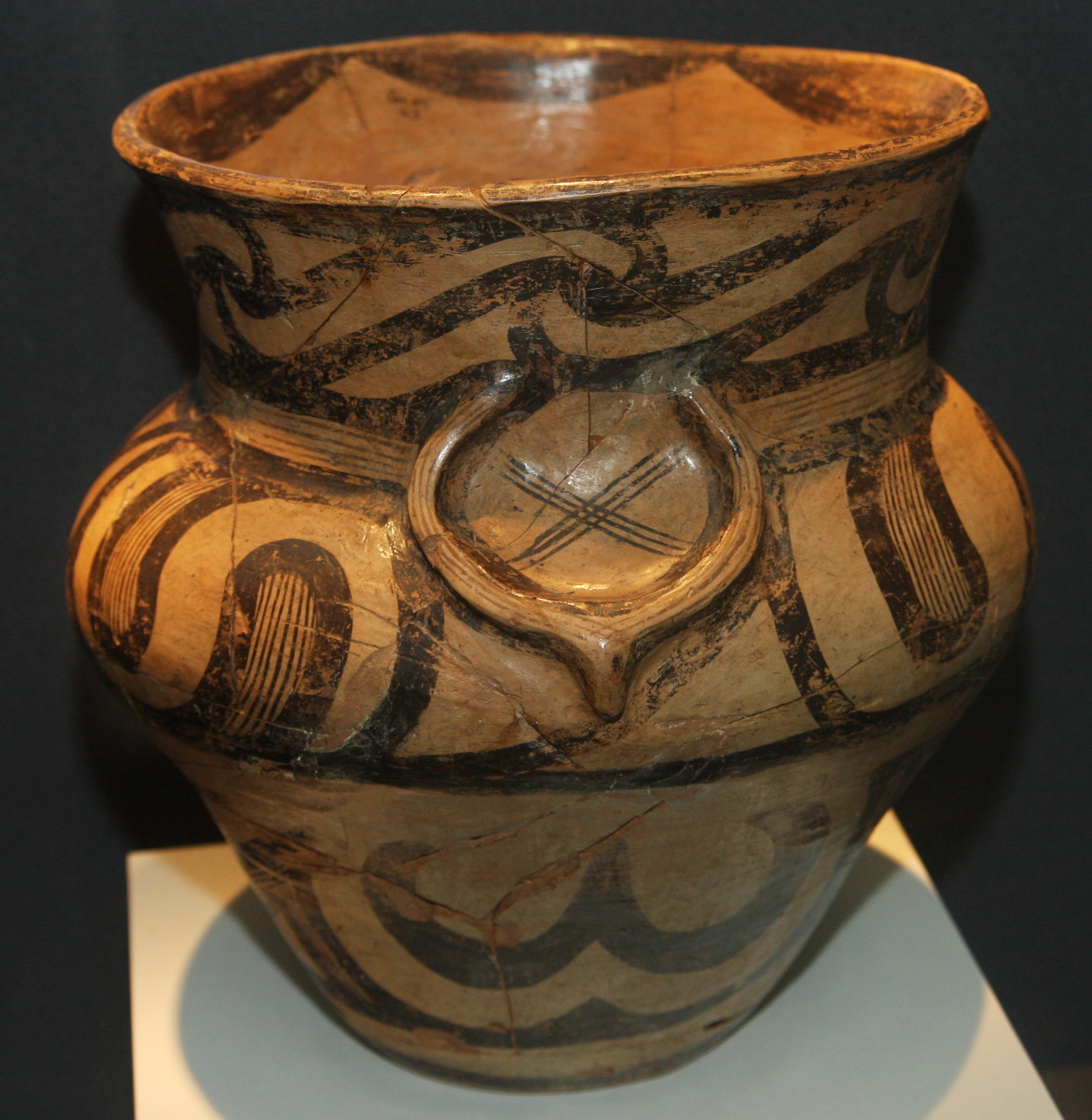
Трипольская керамика

4-е (четвёртое) тысячеле́тие до на́шей э́ры по пролептическому юлианскому календарю — тысячелетие с 1 января 4000 года до н. э. по 31 декабря 3001 года до н. э. Ему предшествовало 5-е тысячелетие до н. э., за ним следовало 3-е тысячелетие до н. э. Оно закончилось 5025 лет назад.
Население Земли — 7—14 млн человек

## Природные явления

### Климат
- Примерно 4000 лет до н. э. — пик увлажнения Сахары[2].
- Примерно 4000 лет до н. э. возник пролив между Ладожским озером и Финским заливом, ставший долиной реки Невы.[3]
- Засуха 3900 лет до н. э. вызвала всемирную миграцию в долины рек, например, из центральной Северной Африки в долину Нила, что со временем привело к возникновению первых комплексных, высокоорганизованных цивилизаций в IV тыс. до н. э.[4]
- Примерно в 3710-х годах до н. э. закончился атлантический период (климатический оптимум голоцена) и начался суббореальный период.
- Примерно 3200 лет до н. э. началось похолодание — Пиорское колебание[5].

### Астрономия
- 3942 год до н. э. — Тубан (альфа Дракона) вследствие прецессии земной оси становится ближайшей из ярких звёзд к северному полюсу мира; он оставался поляриссимой до примерно 1500 г. до н. э.

### Биология
- Около 3050 г. до н. э. — прорастание семени, из которого выросло старейшее ныне живущее дерево, экземпляр сосны остистой межгорной (Pinus longaeva), найденный в Калифорнии.

## Культуры

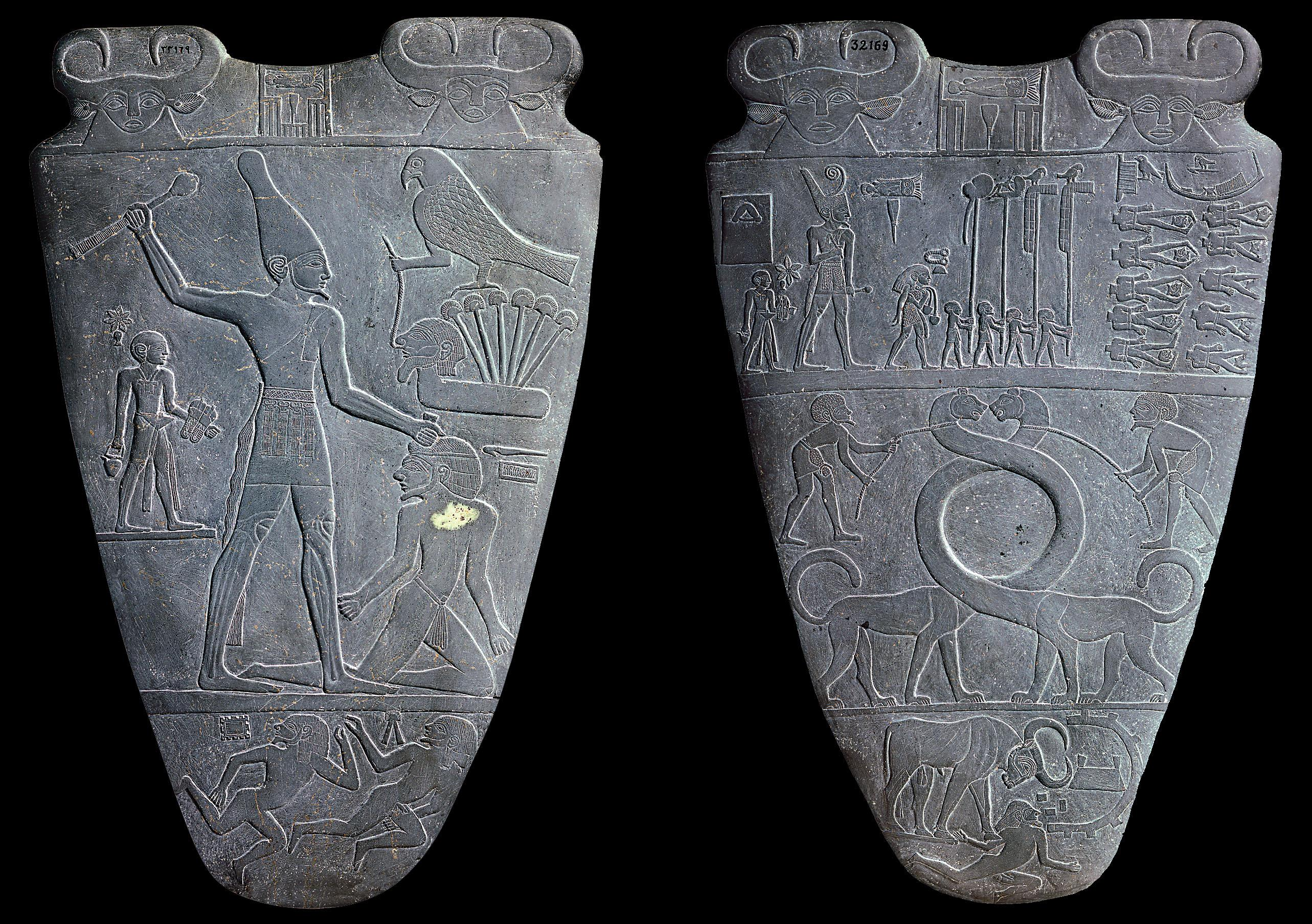
Палетка фараона Нармера, изображающая объединение Египта

- Развитие и начало позднего этапа энеолитической трипольской культуры[6] на территориях Украины и Молдавии (Бессарабии).
- Культуры Абу-Шахрайна, Варки в Месопотамии. Развитие ирригационного хозяйства.
- Первые артефакты Ингальской долины на юге Западной Сибири (около 3190 года до н. э.).

## События

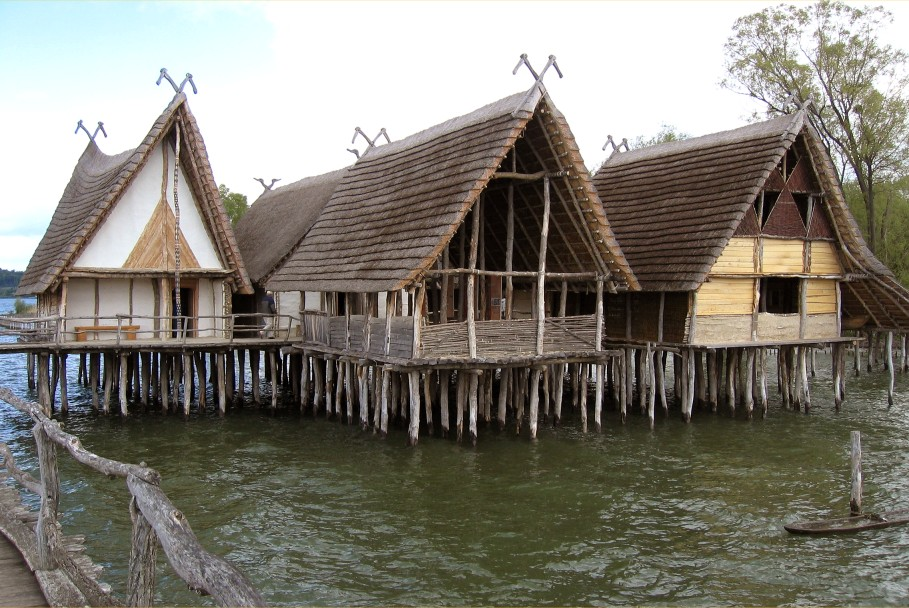
Реконструкция свайных жилищ периода позднего неолита

- Около 3100 года до н. э. — бассейновая система орошения в Египте.
- Около 3000 года до н. э. — строительство Стоунхенджа.
- Около 3500 года до н. э. — основание первого города-государства Урук в Месопотамии.
- Около 3500 года до н. э. — разрушение города Хамукар в Сирии[7].
- 2-я половина тысячелетия — возникновение единых Верхнеегипетского и Нижнеегипетского царств.
- Около 3300 года до н. э. — гибель Эци, «Тирольского ледяного человека», мумия которого найдена в Альпах.
- Конец тысячелетия — объединение Египта под властью Верхнего Египта.
- Конец тысячелетия — первые поселения на территории Дербента[8].

## Изобретения, открытия

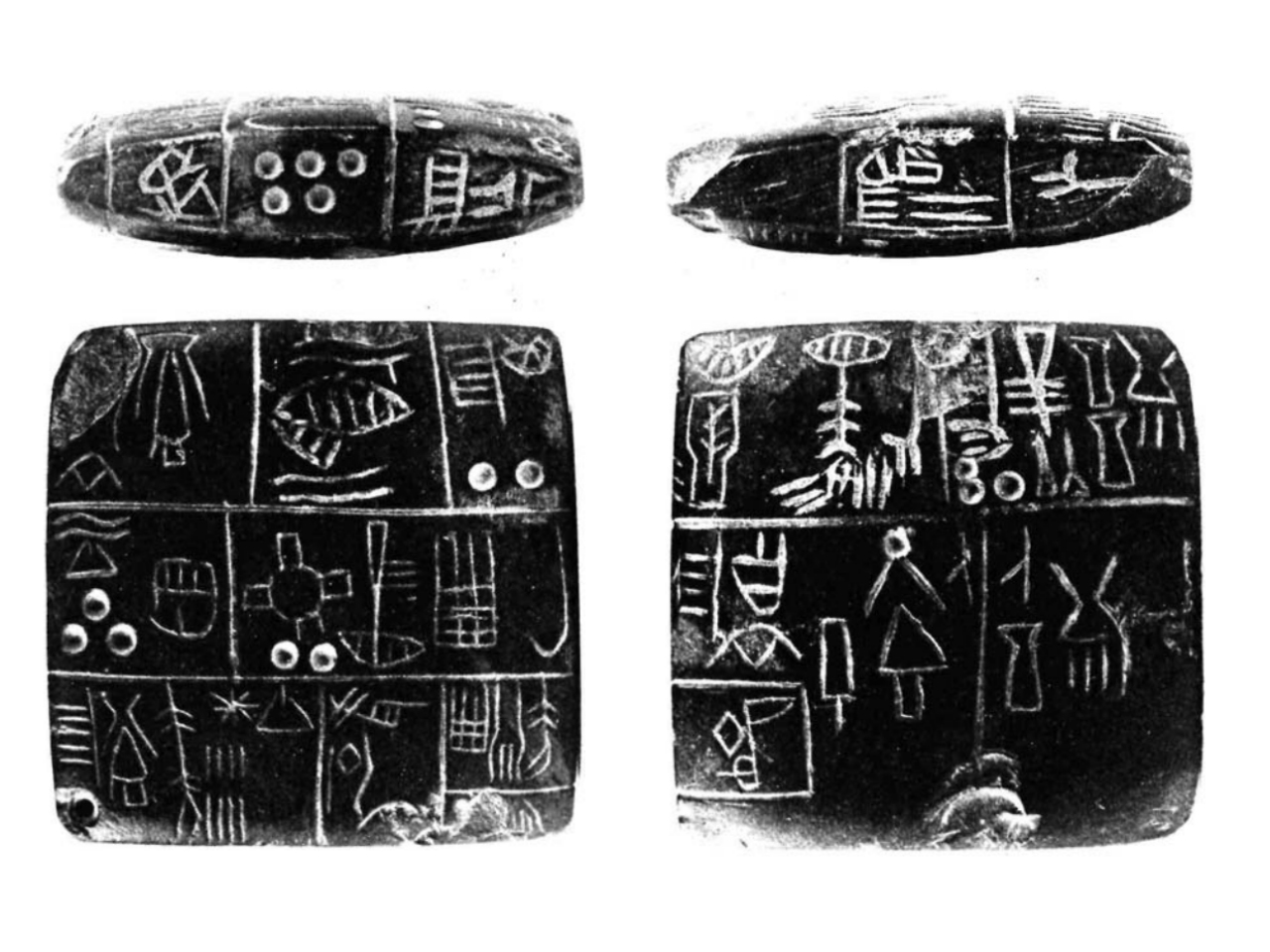
Табличка из города Киш

- Около 3400 г. до н. э. — появление письменности в Месопотамии.
- Около 3100 г. до н. э. — появление иероглифического письма в Египте.
- Около 3000 г. до н. э. — начало разведения устриц в Древнем Китае.

## Мифологические события
- В 3761 году до н. э., согласно еврейскому летоисчислению, Бог сотворил мир. Соответственно, согласно этой хронологии, никаких перечисленных выше и других, более ранних, установленных исторической наукой событий не происходило.
- 3114 года до н. э. — начала Эры Пятого солнца в мифологии майя и текущего пиктуна по календарю майя, 1.11.19.0.0.0.0.0, 4 Ахау 8 Кумху (по пролептическому григорианскому календарю):

 — 11 августа — корреляция 584 283;
 — 13 августа — корреляция 584 285.
- В полночь 23 января 3102 года до н. э. началась Кали-юга.